# William Backhouse Astor

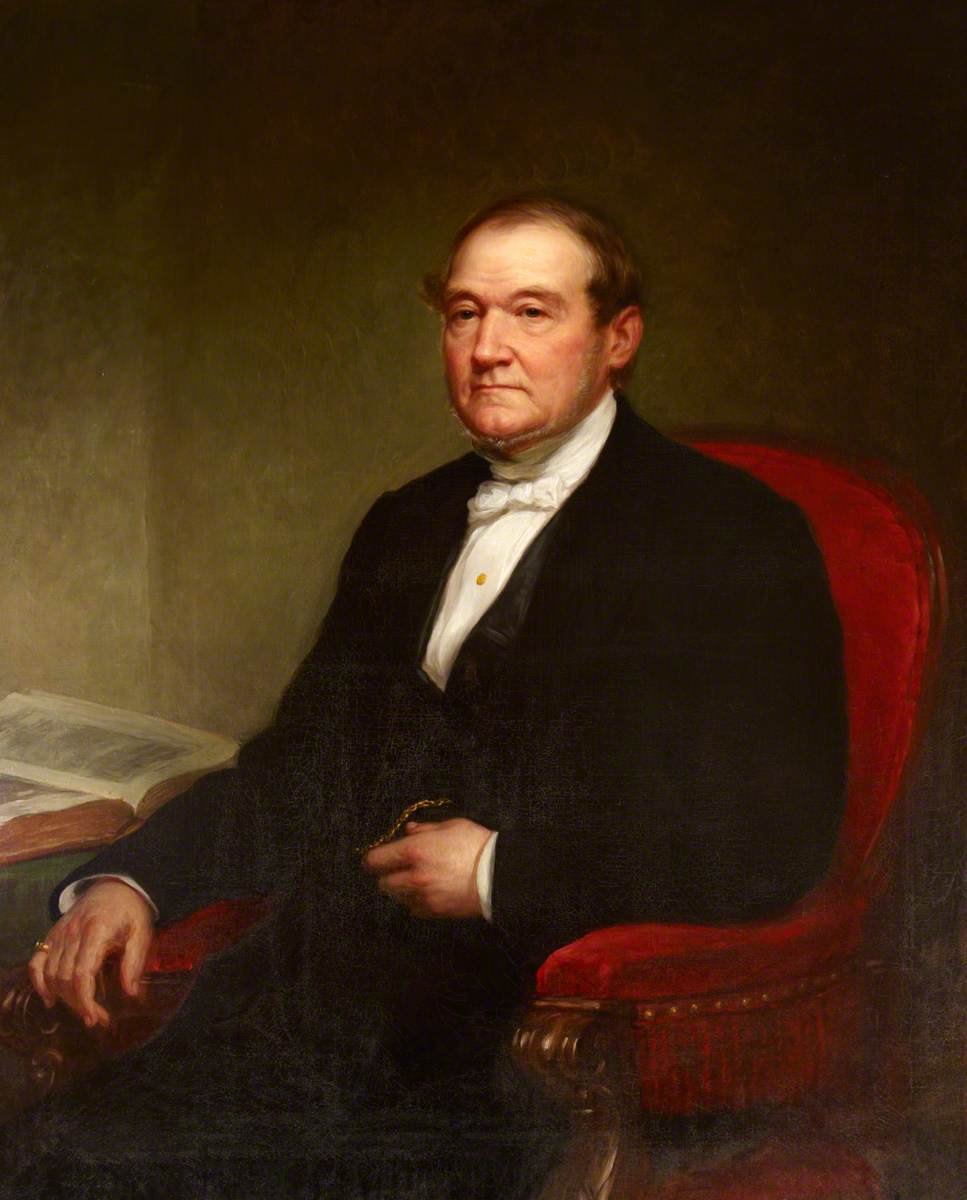
William Backhouse Astor

William Backhouse Astor (* 19. September 1792 in New York City; † 24. November 1875 ebenda) war ein US-amerikanischer Geschäftsmann. Er war der Sohn und Erbe von Johann Jakob Astor.

## Leben
William wurde in New York City geboren und studierte an der Columbia University und der Georg-August-Universität Göttingen. Dort trat er der Curonia Goettingensis bei. Er erbte das riesige Vermögen seines Vaters Johann Jakob Astor und das seines kinderlos verstorbenen Onkels Henry Astor. Das machte ihn zum damals reichsten Mann der Vereinigten Staaten. Während des Sezessionskrieges klagte er erfolgreich gegen ein Einkommensteuergesetz der amerikanischen Bundesregierung. Das Vermögen der Astor-Immobilien stieg in der Folge gewaltig an. Am Ende wurde der Wert auf annähernd 50 Millionen Dollar geschätzt, ein in der damaligen Zeit enormes Vermögen. Etwa zu der Zeit wurde das Astor-Imperium zwischen seinen Söhnen William Backhouse Astor junior und John Jacob Astor III aufgeteilt. Wiederum deren Söhne betrieben Hotels in unmittelbarer Nachbarschaft im Zentrum von New York, die sie später zum ersten Waldorf-Astoria-Hotel vereinigten. Nach der Schließung des Hotels 1929 entstand an der gleichen Stelle das Empire State Building.
William B. Astor heiratete 1818 in New York Margaret Rebecca Armstrong (1800–1872). Sie hatten sieben Kinder:
- Emily Astor (1819–1841), heiratete Samuel Ward, Jr. (1814–1884)
- John Jacob Astor III (1822–1890), heiratete 1846 Charlotte Augusta Gibbs (1822–1887)
- Mary Alida Astor (1823–1881), heiratete 1850 John Carey (1821–1881); der Enkel war Louis Zborowski
- Laura Eugenia Astor (1824–1902), heiratete 1844 Franklin Hughes Delano (1813–1893)
- William Backhouse Astor, Jr. (1829–1892), heiratete 1853 Caroline Webster Schermerhorn (1830–1908)
- Henry Astor (1830–1918), heiratete 1871 Malvina Dinehart (1845–?)
- Sarah Astor (1832–1832), starb als Kleinkind